# Danh sách bài hát đứng đầu bảng xếp hạng Gaon Digital Chart năm 2014
Bảng xếp hoạt đĩa đơn Gaon của bảng xếp hạng Gaon là bảng xếp hạng các ca khúc xuất sắc nhất Hàn Quốc. Dữ liệu được thu nhập hằng tuần bởi Hiệp hội âm nhạc Hàn Quốc. Nó bao gồm bảng xếp hạng tuần, được mở từ Chủ nhật đến thứ bảy, và bảng xếp hạng hằng tháng. Dưới đây là danh sách dẫn đầu hàng tuần và hằng tháng, theo dữ liệu của Gaon Digital Chart. Bảng xếp hạng kỹ thuật số đánh giá các bài hát của họ thông qua Gaon Streaming, lượt tải xuống, BGM, và bảng xếp hạng di động.

## Bảng xếp hạng tuần
| Cuối tuần  | Ca khúc                                           | Nghệ sĩ            | Bán ra  |
| ---------- | ------------------------------------------------- | ------------------ | ------- |
| 4 tháng 1  | "We Back Then" (tiếng Hàn Quốc: 그대가 분다)      | MC the Max         | 251.089 |
| 11 tháng 1 | "Singing Got Better"                              | Ailee              | 259.226 |
| 18 tháng 1 | "Shower Later" (tiếng Hàn Quốc: 조금 이따 샤워해) | Gary               | 310.405 |
| 25 tháng 1 | "Hello" (tiếng Hàn Quốc: 안녕)                    | Hyolyn             | 295.690 |
| 1 tháng 2  | "Let It Go"                                       | Idina Menzel       | 201.429 |
| 7 tháng 2  | 138,969                                           |                    |         |
| 15 tháng 2 | "Some" (Korean: 썸)                               | Soyou & Jung Gi Go | 333,575 |
| 22 tháng 2 | "Some" (Korean: 썸)                               | Soyou & Jung Gi Go | 182,729 |
| 1 tháng 3  | "Mr.Mr."                                          | Girls' Generation  | 309,297 |
| 8 tháng 3  | "Come Back Home"                                  | 2NE1               | 193,909 |
| 15 tháng 3 | "Come Back Home"                                  | 2NE1               | 120,481 |
| March 22   | "Whatcha Doin' Today?"                            | 4Minute            | 184,353 |

## Bảng xếp hạng tháng
| Tháng   | Ca khúc     | Nghệ sĩ    | Điểm tổng hợp | Tổng lượt tải |
| ------- | ----------- | ---------- | ------------- | ------------- |
| Tháng 1 | "Something" | Girl's Day | 58.954.242    | 661.811       |

## Liên kết
- Gaon Digital Chart - Trang chủ chính thức (tiếng Hàn)